# Беляева, Галина Викторовна
Гали́на Ви́кторовна Беля́ева (род. 26 апреля 1961, Иркутск, СССР) — советская и российская актриса театра и кино. Заслуженная артистка Российской Федерации (2003). Лауреат премии имени Веры Холодной. Ведущая актриса Московского академического театра им. В. Маяковского.
Известность получила благодаря исполнению главных ролей в фильмах «Всё решает мгновение» (1978, режиссёр Виктор Садовский), «Мой ласковый и нежный зверь» (1978, режиссёр Эмиль Лотяну), «Анна Павлова» (1983, режиссёр Эмиль Лотяну) и «Ах, водевиль, водевиль» (1979, режиссёр Георгий Юнгвальд-Хилькевич).

## Биография
Родилась 26 апреля 1961 года в городе Иркутске.
Её мать, Галина Ивановна, родом из сибирского города Канска. Вскоре после рождения дочери она рассталась с мужем и уехала вместе с ребёнком на молодёжную стройку в город Невинномысск Ставропольского края, где воспитывала Галину в одиночку. По специальности техник-электрик, она работала на разных электрических подстанциях, была машинистом башенного крана на стройке, в свободное время занималась альпинизмом.
Отец, Виктор Беляев, также уроженец Сибири, работал в «горячем» цехе на Братском алюминиевом заводе, был инструктором по парашютному спорту в советской армии (совершил более семисот прыжков), ходил юнгой по Северному морскому пути. После развода он уехал в Воронеж, где женился на женщине, прикованной к инвалидной коляске из-за травмы позвоночника вследствие падения с высоты во время работы на стройке (он ухаживал за ней восемнадцать лет, до самой её смерти). Галина — его единственный ребёнок. Она много лет не виделась с отцом и разыскала его только через сорок три года после расставания родителей.
В Невинномысске Галина начала заниматься в балетной студии при Дворце культуры химиков. Мечтая стать балериной, в 1974 году, в возрасте тринадцати лет, Галина поступила в Воронежское хореографическое училище. Ещё до выпуска она дебютировала в кино: в 1978 году ученицу хореографического училища утвердили на главную роль Оленьки Скворцовой в фильме режиссёра Эмиля Лотяну «Мой ласковый и нежный зверь» (1978; по повести Антона Павловича Чехова «Драма на охоте»). К тому же во время съёмок фильма между начинающей актрисой и режиссёром возникли романтические отношения. В 1979 году, когда она достигла совершеннолетия, Галина Беляева и Эмиль Лотяну поженились. В следующем году у них родился сын Эмиль. После выхода картины на киноэкраны дебютантка получила всесоюзную известность, её тут же окрестили «второй Одри Хепбёрн».
В 1979 году Галина окончила Воронежское хореографическое училище, получив специальность «артистка балета и ансамбля народного танца», однако балетную карьеру так и не начала. Поступила в Театральное училище имени Б. В. Щукина, окончила его в 1983 году по специальности «актриса театра и кино».
В 1983 году Лотяну снял многосерийный художественный фильм «Анна Павлова», в котором Галина исполнила главную роль, сыграв знаменитую русскую балерину (её дублёром при исполнении балетных партий была солистка Ленинградского театра оперы и балета им. Кирова Валентина Ганибалова).
Кинокартины «Мой ласковый и нежный зверь» и «Анна Павлова» номинировались на Государственную премию СССР в 1979 и 1984 году соответственно, однако ни тот, ни другой фильм не получил её.
С ноября 1983 года Галина Беляева — актриса Московского академического театра имени Владимира Маяковского. Она сыграла более тридцати ролей в театре и кино.
В 2003 году ей присвоено почётное звание «Заслуженный артист Российской Федерации».
С 2016 года стала членом жюри в хореографическом телешоу «Танцы со звездами».

### Личная жизнь
- Первый муж — режиссёр, поэт и сценарист Эмиль Лотяну (1936—2003). Их брак продлился пять лет, с 1979 по 1984 годы[5][6]. В этом браке у Галины в 1980 году родился сын, Эмиль Эмильевич Лотяну. Он окончил юридический факультет МГУ и факультет продюсерства и экономики ВГИКа, жил в США, в Лос-Анджелесе. Был женат с 2000 года, имел двоих детей — дочь Марию и сына Кристиана[4][6].
- Состояла в фактическом браке с хирургом Леваном Сакварелидзе[5][6]. Их сын, Платон Леванович (род. 1985), также окончил юридический факультет МГУ[4]. Будучи младенцем, он снялся в эпизодах фильма-сказки «Детство Бемби» (1985) и в роли новорождённого поэта в фильме «Лермонтов» (1986)[5][6].
- В 1989 году Галина вышла замуж во второй раз. Её муж, бизнесмен и издатель Сергей Дойченко (род. 1966) — выпускник юридического факультета МГУ, имеет дочь от первого брака Алису (она стала дизайнером по интерьерам). У Галины и Сергея двое общих детей: дочь Анна (род. 1993), которая учится в Великобритании на кинооператора-документалиста, и сын Маркел (1999), названный в честь прадедушки по отцовской линии[4][5][6]. Супруги живут в Подмосковье, в собственном загородном доме[7].

### Увлечения
Галина Беляева окончила курсы экстремального вождения автомобиля, увлекается рисованием и верховой ездой. Кандидат в мастера спорта СССР по парной акробатике.

## Творчество

### Роли в театре
Московский академический театр имени Владимира Маяковского
- 1982 — «Смотрите, кто пришёл!» (по пьесе Владимира Арро; режиссёр — Борис Морозов) — Маша
- 1982 — «Молва» (по пьесе Афанасия Салынского; режиссёр — Юрий Иоффе) — Виктюха
- 1983 — «Ночь Ангела» (по пьесе Александра Розанова; режиссёр — Юрий Иоффе) — Первая фигура
- 1983 — «Наполеон Первый»[* 1] (по пьесе Фердинанда Брукнера; режиссёр — Анатолий Эфрос) — Мария Валевская
- 1984 — «Островитянин» (по пьесе Алексея Яковлева; режиссёр — Юрий Иоффе) — Марина
- 1985 — «Блондинка» (по пьесе Александра Володина; режиссёр — Кама Гинкас) — Наташа
- 1985 — «Завтра была война» (по мотивам повести Бориса Васильева; режиссёр — Сергей Яшин) — Вика Люберецкая
- 1990 — «Валенсианские безумцы» (по пьесе Лопе де Вега; режиссёр — Татьяна Ахрамкова) — Эрифила
- 1995 — «Кин IV» (по пьесе Григория Горина по мотивам пьесы «Кин, или Гений и беспутство» Александра Дюма (отца); режиссёр — Татьяна Ахрамкова) — Анна Дэмби
- 2002 — «Женитьба» (по пьесе «Женитьба» Николая Гоголя; режиссёр — Сергей Арцибашев) — Агафья Тихоновна, купеческая дочь[9]
- 2003 — «Банкет» (по пьесе Нила Саймона; режиссёр — Сергей Арцибашев) — Мариет Ливье / Ивон Фуше[9]
- 2004 — «Развод по-женски» (по пьесе Клэр Бут Люс; режиссёр — Сергей Арцибашев) — Мэри
- 2005 — «Мёртвые души» (по поэме «Мёртвые души» Николая Гоголя; инсценировка Владимира Малягина, режиссёр — Сергей Арцибашев) — Елизавета Марковна Манилова
- 2011 — «Дети портят отношения» (по пьесе французского драматурга Жана Летраза; режиссёр — Семён Стругачёв) — Анриетта Фонтанж, жена Эдмонда[9]

### Фильмография
- 1978 — «Мой ласковый и нежный зверь» — Ольга Скворцова (после замужества — Урбенина), дочь лесничего
- 1978 — «Всё решает мгновение» — Надежда Привалова («Лукоморье»), пловчиха
- 1979 — «Ах, водевиль, водевиль…» — Вера Лисичкина, главная героиня / Екатерина Лисичкина, её дочь
- 1980 — «Мнимый больной» — Анжелика
- 1980 — «Пощёчина» — Анжел, режиссёр Генрих Малян, «Арменфильм»
- 1981 — «Ленин в Париже» — девушка-студентка
- 1981 — «Куда он денется!» — Олеся, колхозница и участница самодеятельности
- 1983 — «Анна Павлова» — Анна Павлова, балерина (озвучивание — Елена Проклова, балетные сцены — Валентина Ганибалова)
- 1984 — «Парк» — Вика
- 1984 — «Перикола» — Перикола (поёт — Светлана Волкова)
- 1985 — «Герой её романа» — Вика Берсенева
- 1985 — «Чёрная стрела» — Джоанна Сэдли / Джон Мэтчем
- 1985 — «Детство Бемби» — Фалина
- 1986 — «Лермонтов» — Варенька Лопухина
- 1986 — «Юность Бемби» — Фалина
- 1987 — «Капабланка» — Сашенька Можаева, балерина, сестра Андрея
- 1987 — «Где бы ни работать...» — Галя
- 1989 — «Сувенир для прокурора» — Зиночка Измайлова, жена прокурора
- 1990 — «Бабник» — Ольга Семыкина, подруга Аркаши
- 1992 — «Воздушные пираты» — Галя Бабенко, стюардесса
- 1998 — «Ночной визит» — Вика, жена Михаила
- 2001 — «Наполеон Первый» (фильм-спектакль) — Мария Валевская
- 2002 — «Кин IV» (фильм-спектакль) — Анна Дэмби
- 2004 — «Они танцевали одну зиму» — Валерия, учитель танцев
- 2007 — «Путешествие» — Вера
- 2007 — «Репортёры» — Рита
- 2014 — «Старшая дочь» — Надежда Павловна Завьялова
- 2018 — «Старушки в бегах» — Полина
- 2019 — «Лев Яшин. Вратарь моей мечты» — Валентина Яшина (в зрелости)

## Галина Беляева в культуре и искусстве
Галине Беляевой посвящены выпуски программ «Наедине со всеми» (Первый канал), «Театр о театре», «Частная история» (телеканал «Москва Доверие»), «Мой герой» (ТВЦ)
Кроме того, образы, сыгранные Галиной Беляевой, часто используются в различных работах.

## Награды и звания
- Заслуженная артистка Российской Федерации (15 октября 2003 года) — за большие заслуги в области театрального искусства[2].
- Благодарность Президента Российской Федерации (4 сентября 2023 года) — за заслуги в развитии отечественной культуры и искусства, многолетнюю плодотворную деятельность[14].

### Комментарии
1. ↑  Первоначально спектакль поставлен на сцене театра на Малой Бронной, в 1992 году восстановлен на сцене театра Маяковского режиссёром Т. Казаковой.